# Grote Markt (Brügge)
Der Grote Markt ist der zentrale Platz der belgischen Stadt Brügge, um den herum sich ab dem 13. Jahrhundert die Siedlung im Zusammenhang mit dem lebhaften Warenhandel entwickelte.

## Lage
Die Fläche des Grote Markt (Großer Markt) wird durchschnitten von der halbkreisförmig geführten Markt(-Straße). Im Südwestbereich geht ein Teil der Marktstraße nordwärts an der Hallestraat ab und schließt dann südöstlich an die Wollstraat wieder an.
Die Platzfläche bildet ein unregelmäßiges Trapez, das in West-Ost-Richtung im Mittel 84 m breit und in Nord-Richtung etwa 110 m lang ist. Die eigentliche Platzbegrenzung entsteht durch die vorhandene Bebauung.

## Geschichte

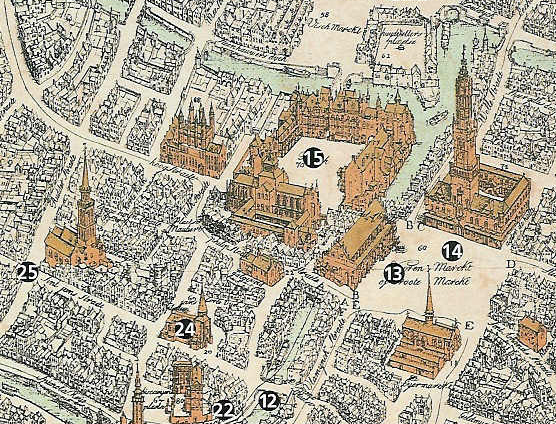
Historischer Plan des Marktplatzes mit dem Kooren Marckt oder Groote Marckt aus dem Jahr 1562: Die östliche Seite zeigt die nicht mehr vorhandene Wasserhalle und im Norden steht die St.-Johannes-Kirche.
In der Mitte befand sich der große Fischmarkt.

Um das Jahr 1220 errichteten die Bürger an der Südseite des Marktes kleine Verkaufshäuschen, die eine zusammenhängende Verkaufsfläche bildeten. Weil der Marktplatz zu Anfang noch auf dem Wasserweg erreichbar war, kamen hier bald allerhand Waren aus der Umgebung und auch von weiter her in das Angebot der Händler. Ein höherer hölzerner Turm ergänzte um 1240 die Bebauung. Nachdem er durch ein Feuer im Jahr 1280 zerstört worden war, entstand der Turm aus Steinen neu.
Die Ratsversammlung beschloss Anfang des 13. Jahrhunderts, eine Lagerhalle über der nahe gelegenen Reie (dem damaligen Fluss durch Brügge) auf der Ostseite des Marktes zu errichten. Wegen ihres Standortes und ihrer Nutzung hieß das Gebäude auch Waterhalle, es war ein überdachter Entlade- und Beladeort für die Lastschiffe von außerhalb. Zuvor waren die Waren am Reiekaai auf dem Markt im Freien be- und entladen worden.
Im Jahr 1396 etablierte sich auf dem Markt ein Fischhandel. Die Fischerinnung hatte ihr Haus auf der Nordseite des Platzes in der Nähe der Sint-Jans-Kerk. Knapp zweihundertfünfzig Jahre später verlagerte sich der Fischhandel zu einer 1745 errichteten überdachten steinernen Halle. Dort befindet er sich noch immer. Der Gemüsehandel zog nun seinerseits vom Braamberg auf den Zentralmarkt.

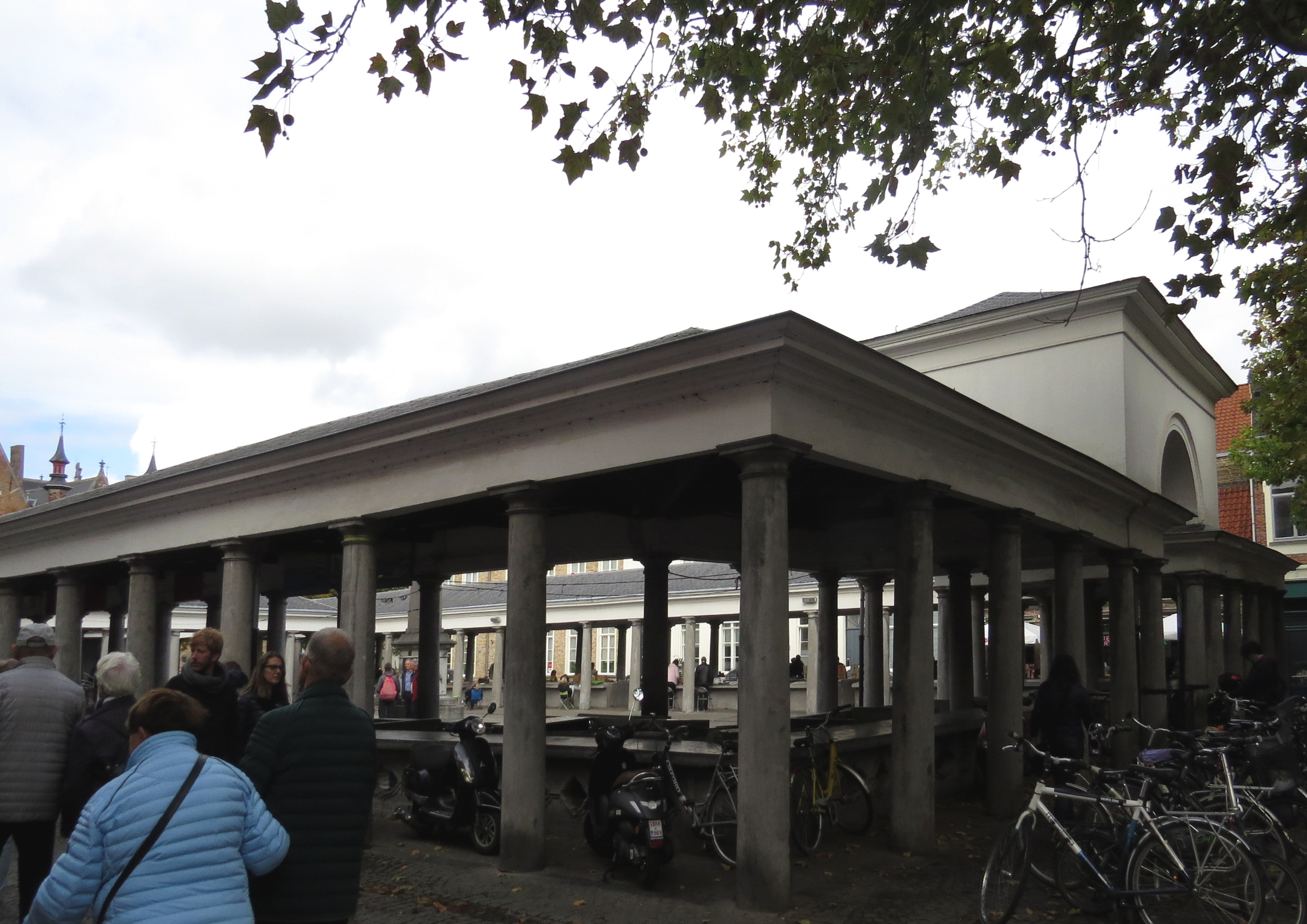
Fischmarkt

Wenn nicht gehandelt wurde, diente der Platz für Großveranstaltungen, Turniere und auch für öffentliche Hinrichtungen; alle Aktivitäten zogen ein großes Publikum an.
In der Zeit zwischen 1807 und 1810 hieß der Platz Place Napoléon, nachdem dieser besiegt worden war, bekam der Platz den Namen Grote Markt. Ab dem Jahr 1940, während der Besetzung Belgiens durch deutsche Truppen, hieß er einfach Markt. Nach 1945 erhielt er die in anderen flandrischen Städten verbreitete Bezeichnung Grote Markt zurück.
Im Jahr 1887 stellte die Stadtverwaltung im Zentrum des Platzes ein aus Bronze gegossenes Denkmal für die Freiheitskämpfer Jan Breydel und Pieter de Coninck auf.

## Beschreibung
Zahlreiche Bürgerhäuser, die alle mit ihren Schmuckgiebeln zum Platz und eng nebeneinander errichtet wurden, bilden die westliche und die nördliche Bebauungsgrenze des Marktplatzes.

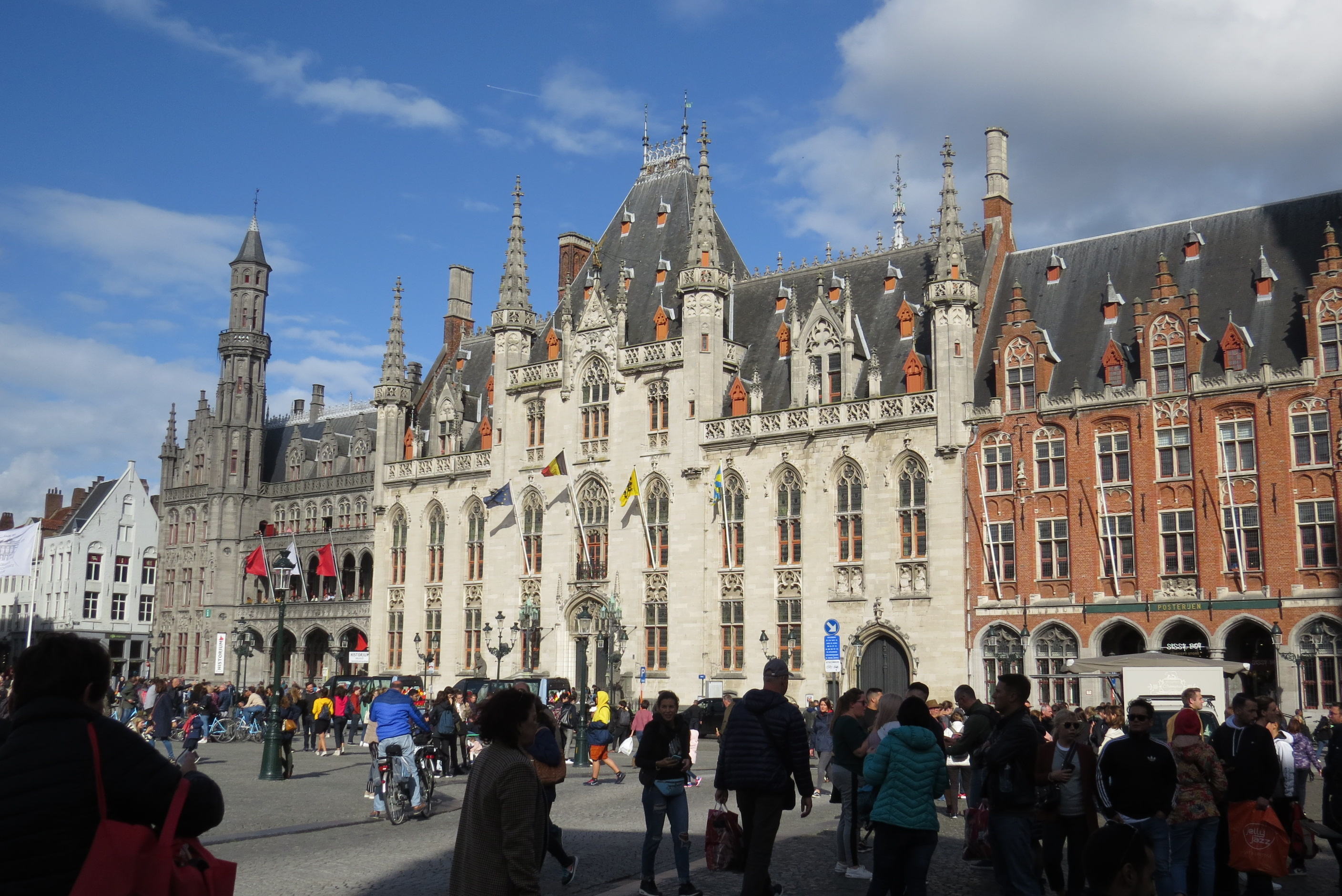
Ostseite mit Historium, Provinzialhof, Postamt (angeschnitten)

Auf der Ostseite stehen frühere Kommunalbauten, dazu gehören das Historium, der Provinzialhof und ein Postamt.
Das Historium entstand im 19. Jahrhundert als Residenz für einen Gouverneur, wurde aber nie zu diesem Zweck genutzt. Es besitzt einen schmalen hohen Treppenturm, eine mit blauen Steinen verkleidete Fassade und in der zweiten und dritten Etage offene Arkaden. Nach Fertigstellung diente es mehreren Stadtverwaltungsabteilungen, bis es zu Beginn des 21. Jahrhunderts verkauft wurde.
Der Provinzialpalast (Provinciaalhof) wurde in zwei Bauphasen 1887–1892 und 1914–1921 errichtet und mit weißem Naturstein verkleidet. Er entstand als Landgerichtsgebäude.
Seine Renaissancefassade ist aus feinem Sandstein herausgearbeitet.
Alle Schmuckelemente wie Ziertürmchen, Fenstereinfassungen und das Portal sind im Baustil der Neugotik gehalten. Das repräsentative Haus dient der Stadtverwaltung für offizielle Empfänge, für Ausstellungen, und zur Abhaltung bedeutender Sitzungen.
Architekten für das Gebäudeensemble des Historiums und des Provinzialhofes waren Louis Delacenserie und René Buyck.
Dem Gerichtsgebäude schließt sich südlich davon in gleicher Bauhöhe ein historisches Postamt an, das aus roten unverputzten Backsteinen errichtet wurde. Um die Ecke, in der Breidelstraat, ist das anschließende Bruges Beer Experience zu erwähnen, ein interaktives Biermuseum.
Die südliche Platzbebauung wird von den Stadthallen mit dem vorgelagerten Belfried dominiert.
Auf allen Seiten des Marktplatzes finden sich Gaststätten, Bars, Cafés, Schokoladenmanufakturen oder Eisstuben sowie Souvenirläden. Auch Modesalons fehlen nicht.
Im Zentrum des Platzes steht das Denkmal für die Volkshelden Jan Breydel und Pieter de Coninck, die den Flamen im Kampf gegen französische Besatzungstruppen im Jahr 1302 zum Sieg verholfen haben. Das Denkmal wurde 1887 geschaffen und auf dem Platz eingeweiht. Der Schöpfer der Skulptur war der belgische Bildhauer Paul de Vigne.

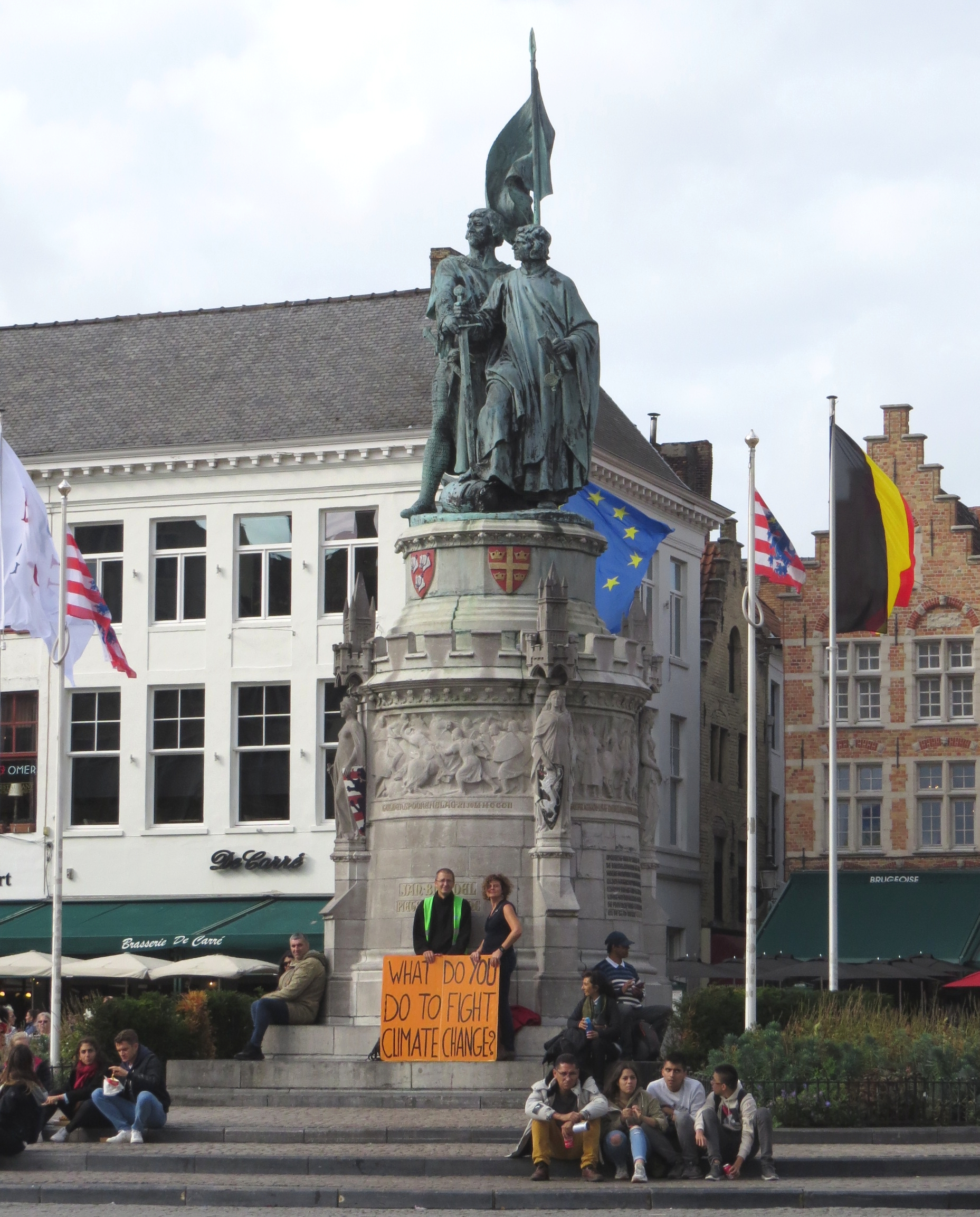
Breydel-Coninck-Denkmal

Die beiden Männer waren Vorsteher der Metzger- und der Weberzunft und führten ihre Zunftmitglieder in den Kampf; die Auseinandersetzung ist auch als Brügger Frühmette bekannt. Die Bronzefiguren stützen sich gemeinsam auf ein großes Schwert und halten eine Fahne hoch. Einer trägt eine enge Arbeitshose, der andere ist als Denker mit einem gerollten Dokument in der Hand dargestellt und in einen wehenden Mantel gekleidet.
Das umlaufende Relief am Marmorpostament zeigt Kampfszenen aus der Sporenschlacht um Kortrijk, die zwei Monate nach dem Aufstand in Brügge stattgefunden hat. – Vier in gleichen Abständen um die Denkmalsbasis aufgestellte Frauen-Statuen aus Sandstein, die je einen mittelalterlichen Dreieckschild tragen, repräsentieren jeweils eine flämische Stadt: Kortijk, Gent, Ypern und Brügge.
Die Städte sind mit ihren im 14. Jahrhundert gebräuchlichen Stadtwappen auf den Schilden erkennbar. Die Symbolträgerin für Kortrijk hält einen goldenen Reitersporn mit Stachelrädchen in der Hand und soll damit an den Namen der Schlacht erinnern. Außerdem ist in der nächsten Etage des Denkmalfußes genau über den Köpfen der Frauenfiguren je ein typisches Bauwerk dieser Städte als kleines 3-D-Modell platziert.
Über der Kampfszene verläuft rundherum ein plastisches Schmuckband, das an eine Krone oder an Zinnen denken lässt.
Unmittelbar unter der Plinthe sind Wappen angeordnet, die den beiden Kämpfern zugeordnet werden. Der Wappenschild für Jan Breydel zeigt in Rot drei (2:1) silberne Pferdeköpfe mit blauem Zaumzeug. Der Wappenschild für Pieter de Coninck zeigt in Rot ein großflächig symmetrisch aufgebrachtes goldenes Kreuz, zwischen dessen Ecken je eine goldene Krone dargestellt ist.
Das Rathaus befindet sich nicht unmittelbar am Marktplatz, sondern in der Blinde-Ezelstraat 1, Burg 12.

## Belfried und die Stadthallen

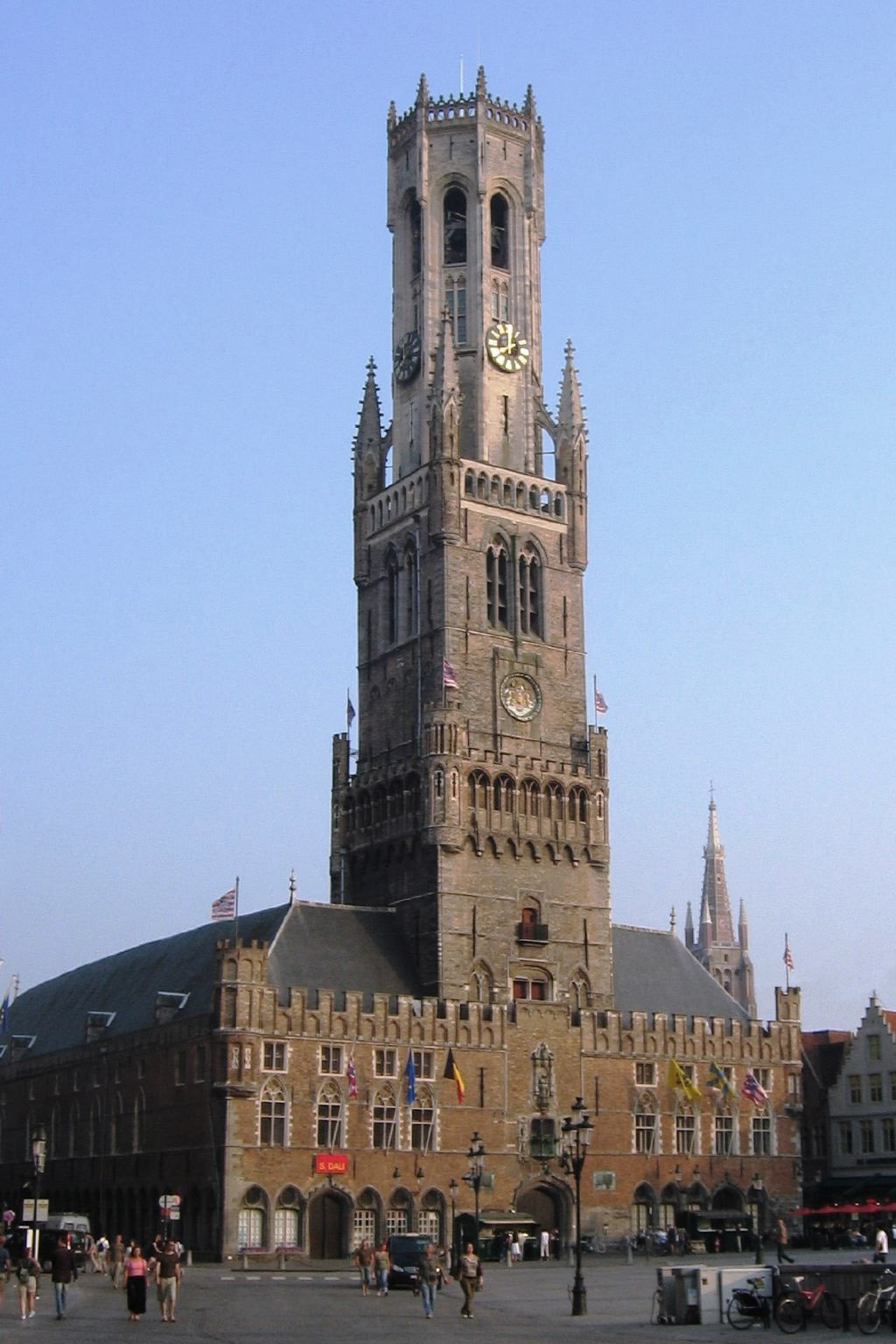
Belfried und die Nordfassade der Stadthallen

Der Belfried ist baulich in das Ensemble der Stadthallen integriert.
Der Turm mit dem quadratischen Grundriss ist 83 m hoch, besteht aus drei Etagen und kann bis zum Glockengeschoss gegen Entgelt über 366 Stufen bestiegen werden. Die hier installierten Glocken werden durch einen Glockenspieler (Beiaardier genannt) an drei Tagen in der Woche regelmäßig gespielt.
Ein offener Umgang um das Glockenspiel ermöglicht Ausblicke über den Platz und das dortige Geschehen. In einigen Räumen des Turmes befindet sich eine Dauerausstellung mit Werken von Salvador Dalí.
Baustil: im unteren Bereich wohl romanisch, da bereits im 13. Jahrhundert begonnen. Der mittlere Turmabschnitt wird überwiegend dem 14. Jahrhundert und damit der Frühgotik zugeordnet. Der obere Teil des Turmes entstand nach mehreren Bränden im Jahr 1822 als achteckiger steinerner Aufsatz neu im neogotischen Stil.
Diese dreigeschossigen zusammenhängenden Bauten umschließen einen offenen Innenhof, nördlich unter dem Belfried und südlich sind Durchgänge für die Besucher frei. Die Hallen entstanden im frühgotischen Stil als Lagerhäuser für alle Handelswaren, insbesondere für Tuche, Wolle, Gewürze, Brokat, Pelze und Felle, Holz, Wein und Gobelins. Besonders begehrt waren die flandrischen Tuche.

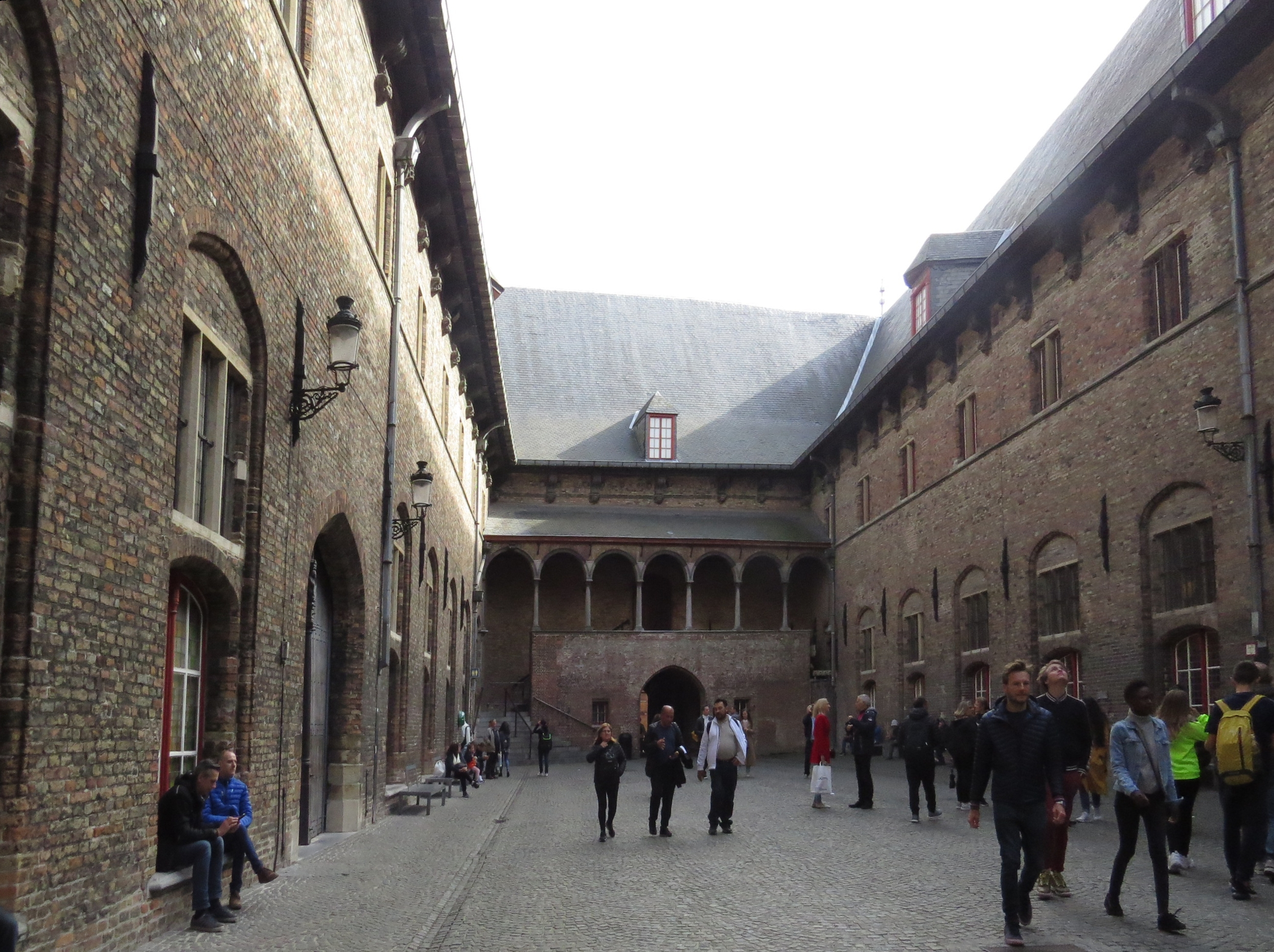
Hof der Stadthallen

Im Hof gibt es Sitzbänke und Imbissangebote.
Die verschiedenen Räumlichkeiten werden vor allem für größere Veranstaltungen wie Messen, Ausstellungen oder Versammlungen genutzt.

## Weitere Nutzung des Platzes
Für große Demonstrationen, den Weihnachtsmarkt der Stadt oder Protestkundgebungen wird er auch häufig genutzt.